# 10-я гвардейская армия
10-я гвардейская армия — оперативное войсковое объединение (общевойсковая армия) в составе Вооружённых Сил СССР во время Великой Отечественной войны.

## История
10-я гвардейская армия была сформирована 1 мая 1943 года на основании директивы Ставки ВГК от 16 апреля 1943 года путём преобразования 30-й армии в составе Западного фронта. В состав 10-й гвардейской армии вошли 7-й, 15-й и 19-й гвардейские стрелковые корпуса.
В августе 1943 года 10-я гвардейская армия приняла участие в наступательных боях в районе города Ельня.
В декабре армия была передислоцирована в район Великих Лук и 9 декабря была включена в состав 2-го Прибалтийского фронта.
С января по июнь 1944 года армия воевала на идрицком, новосокольническом и пустошкинском направлениях, удерживая плацдарм на реке Великая в районе Пушкинских Гор. С июля по августе участвовала в Режицко-Двинской и Мадонской операциях. Прорвав оборону противника, армии форсировал реку Великая и освободила 15 июля город Опочка, часть территории Латвии, в том числе 27 июля — Режица и 13 августа — Мадона.
В ходе Рижской операции армия 8 октября освободила город Огре, а также наряду с армиями 2-го и 3-го Прибалтийских фронтов с 13 по 15 октября принимала участие в освобождении Риги.
В составе 2-го Прибалтийского фронта (с 1 апреля 1945 г. Ленинградского фронта) соединения 10-й гвардейской армии участвовали в попытках разгрома курляндской группировки противника.
Сразу после Победы армия была выведена из Курляндии в материковую Эстонию, где 10 июля 1945 года включена в Ленинградский военный округ. В последующие годы состав войск армии часто менялся, постепенно сокращаясь: к лету 1946 года из 4-х стрелковых корпусов в ней остались два, в 1947 году управления корпусов расформировали и тогда же две стрелковые дивизии переформированы в пулемётно-артиллерийские.
В апреле 1948 года управление 10-й гвардейской общевойсковой армии было преобразовано в управление 4-го гвардейского стрелкового корпуса.

## Командование

### Командующие армией
- Гвардии генерал-лейтенант Колпакчи, Владимир Яковлевич (17 апреля — 13 мая 1943 года);
- Гвардии генерал-майор Чистов, Владимир Афанасьевич (14 — 21 мая 1943 года);
- Гвардии генерал-лейтенант Трубников, Кузьма Петрович (22 мая — 10 сентября 1943 года);
- Гвардии генерал-лейтенант Сухомлин, Александр Васильевич (11 сентября 1943 — 20 января 1944 года);
- Гвардии генерал-лейтенант Казаков, Михаил Ильич (21 января 1944 года — август 1946 года);
- Гвардии генерал-полковник Попов, Василий Степанович (август 1946 года — 12 мая 1947 года);
- Гвардии генерал-полковник Людников, Иван Ильич (12 мая 1947 — 28 апреля 1948)[3].

### Заместители командующего армией
- генерал-майор Сиязов, Михаил Александрович (октябрь — декабрь 1943 года)

### Члены Военного совета
- генерал-майор Доронин, Яков Алексеевич (1 мая — 17 ноября 1943 года);
- полковник Молчанов Валентин Владимирович (1 мая — 10 ноября 1943 года);
- генерал-майор Иванов Павел Фёдорович (17 ноября 1943 года — 9 мая 1945 года);
- полковник Ткаченко Фёдор Григорьевич (17 ноября 1943 года — 9 мая 1945 года)[4].

### Начальники штаба армии
- генерал-майор Соседов, Лев Борисович (17 апреля — 21 августа 1943 года);
- генерал-лейтенант Сухомлин, Александр Васильевич (21 августа — 10 сентября 1943 года);
- генерал-майор Смирнов Михаил Александрович (10 сентября 1943 года — 20 января 1944 года);
- генерал-майор Сидельников, Николай Павлович (20 января 1944 года — 4 апреля 1945 года);
- генерал-майор Цветков, Александр Семёнович (4 апреля 1945 года — 1 августа 1945 года).